# يوفوريا (برنامج حاسوب)
يوفوريا (بالإنجليزية: Euphoria )‏ هو محرك ألعاب تم تطويره من قبل شركة ناتشورال موشن. من أشهر الألعاب التي استخدمته غراند ثفت أوتو Ⅳ. بدلا من استخدام رسوم متحركة محددة مسبقا، يتم تخليق تصرفات الشخصيات وردود أفعالها في الوقت الحقيقي، فهي مختلفة في كل مرة، حتى عندما يعاد نفس المشهد. حسب الموقع الرسمي فهو يعمل على منصات أندرويد، آي أو إس، إكس بوكس 360، إكس بوكس ون، بلاي ستيشن 4، بلاي ستيشن 3 وأو إس 10 وهو متوافق مع كل المحركات الفيزيائية التجارية.